# Jacques Dynam
Jacques Dynam (* 30. Dezember 1923 in Montrouge, Frankreich, als Jacques André François Joseph Barbe; † 11. November 2004 in Paris) war ein französischer Schauspieler.

## Leben und Wirken
Dynam wirkte ab 1942 bei über 180 Produktionen für Film und Fernsehen mit. Er war auch als Synchronsprecher tätig, wie zum Beispiel 1974 für den Film Die Antwort kennt nur der Wind und in Die glorreichen Sieben als französische Stimme von Eli Wallach.
Seine ersten schauspielerischen Erfahrungen sammelte er ab den 1930er Jahren am Theater und bekam seine erste größere Filmrolle 1946 in dem Film Les Démons de l’aube an der Seite von Simone Signoret. Als Theaterdarsteller betätigte sich Dynam auch nach seinem internationalen Durchbruch im Kino durch die Fantomas-Filme von André Hunebelle, wie unter anderem 1967 in dem Stück La Main leste von Eugène Labiche und Edouard Martin.
Dynam starb 2004 in Paris an einer Lungenentzündung.

## Filmografie (Auswahl)
- 1942: Symphonie der Liebe (La Symphonie fantastique)
- 1944: Engel der Nacht (L’Ange de la nuit)
- 1945: Allein im Dunkel (Seul dans la nuit)
- 1946: Die Gräfin von Lunegarde (Lunegarde)
- 1946: Les Démons de l’aube
- 1947: Fantomas
- 1949: Barry – Der Held von St. Bernhard (Barry)
- 1950: Der Vagabund von Paris (Ma pomme)
- 1951: Seine Majestät, der Seehund (Mon phoque et elles)
- 1951: Die Nacht ist mein Reich (La nuit est mon royaume)
- 1952: Alles war Sünde (Les Amants maudits)
- 1953: Die Liebe endet im Morgengrauen (Les Amours finissent à l’aube)
- 1954: Der tolle Musketier (Cadet Rousselle)
- 1957: Bei Sylvia werden Männer schwach (Que les hommes sont bêtes)
- 1958: Verrückter Urlaub (Taxi, Roulotte et Corrida)
- 1961: Der Graf von Monte Christo (Le Comte de Monte-Cristo)
- 1963: Karambolage (Carambolages)
- 1963: Kommissar Maigret sieht rot! (Maigret voit rouge)
- 1964: Fantomas (Fantômas)
- 1964: Jagd auf Männer (La chasse à l’homme)
- 1964: Robinson Crusoe (Fernsehvierteiler)
- 1964: Ich war eine männliche Sexbombe (Un monsieur de compagnie)
- 1965: Mord im Fahrpreis inbegriffen (Compartiment tueurs)
- 1965: Fantomas gegen Interpol (Fantômas se déchaîne)
- 1965: Belphégor oder das Geheimnis des Louvre (Belphégor, Fernsehvierteiler)
- 1966: Oscar hat die Hosen voll (Le Grand restaurant)
- 1967: Fantomas bedroht die Welt (Fantômas contre Scotland Yard)
- 1967: Der goldene Schlüssel (L’Homme qui valait des milliards)
- 1967: Balduin, der Ferienschreck (Les Grandes vacances)
- 1967: Verleumdung
- 1968: Graf Yoster gibt sich die Ehre (Fernsehserie)
- 1974: Die Knallköpfe von St. Tropez (La Grande nouba)
- 1975: Die Schlümpfe und die Zauberflöte
- 1975: French Connection II
- 1978: Aus dem Nest gefallen (Un ours pas comme les autres)
- 1979: Die Liebe einer Frau (Clair de femme)
- 1979: Mein Partner Davis (L’associé)
- 1980–1981: Julien Fontanes, Untersuchungsrichter (Julien Fontanes, magistrat)
- 1982: Die Erfindung des Monsieur Chambarcaud (Marcheloup)
- 1983: Ein mörderischer Sommer (L’Été meurtrier)
- 1985: Meilensteine des Lebens (Tranches de vie)
- 1986: Der Verräter (Un métier du seigneur)
- 1991: Madame Bovary
- 1999: Ein Sommer auf dem Lande (Les Enfants du Marais)
- 2002: Jean Moulin – Leben im Widerstand (Jean Moulin)
- 2003: Fanfan der Husar (Fanfan la tulipe)